# Maria Tipo
Maria Tipo (Napoli, 23 dicembre 1931 – Firenze, 10 febbraio 2025) è stata una pianista italiana.

## Biografia
Formatasi inizialmente grazie all'insegnamento della madre, che era stata allieva di Ferruccio Busoni, si è perfezionata in seguito con Alfredo Casella e Guido Agosti.
A soli diciassette anni vince il Concorso internazionale di Ginevra (dopo aver conseguito il secondo posto l'anno prima, appena sedicenne, con il primo premio non assegnato) ed inizia una serie di concerti che la portano in tutto il mondo e ad incidere per numerose etichette discografiche. Tra i suoi successi, le registrazioni delle Variazioni Goldberg di Johann Sebastian Bach e delle Sonate di Domenico Scarlatti che le hanno fruttato il "Diapason d'Or". Sono inoltre state premiate con il "Saint-Vincent per il Long Playing 1979" le sue registrazioni delle sonate di Muzio Clementi.
Numerosi sono i premi della critica, è stata decorata del "Fiorino d'Oro" a Firenze, nominata "Accademico di Santa Cecilia", e "Officier de l'Ordre des Arts et des Lettres" in Francia.
Maria Tipo ha avuto un repertorio concertistico vasto ed eterogeneo, anche con scelte piuttosto personali ed anticonformiste per l'epoca (fu ad esempio un'antesignana nel recuperare le Variazioni Goldberg di Bach alla sala da concerto, dopo aver assistito a un concerto di Glenn Gould in America che le fece comprendere la grandezza della composizione, all'epoca assai poco eseguita al pianoforte). Non è dedita in modo particolare all'esecuzione di opus integrali - Clementi è l'autore a cui si è più dedicata in questo senso, ma non ne ha comunque inciso l'opera completa - preferendo scegliere brani a lei particolarmente congeniali di molti autori diversi. Quelli a cui è più strettamente associata e di cui più ha inciso sono Bach, Scarlatti, Mozart, Clementi, Beethoven, Chopin e Schumann. In sala da concerto si è però dedicata anche a Schubert, ai compositori russi (in particolare Scriabin, Prokofiev e Rachmaninov), a Liszt ed all'impressionismo francese (Debussy, Ravel).

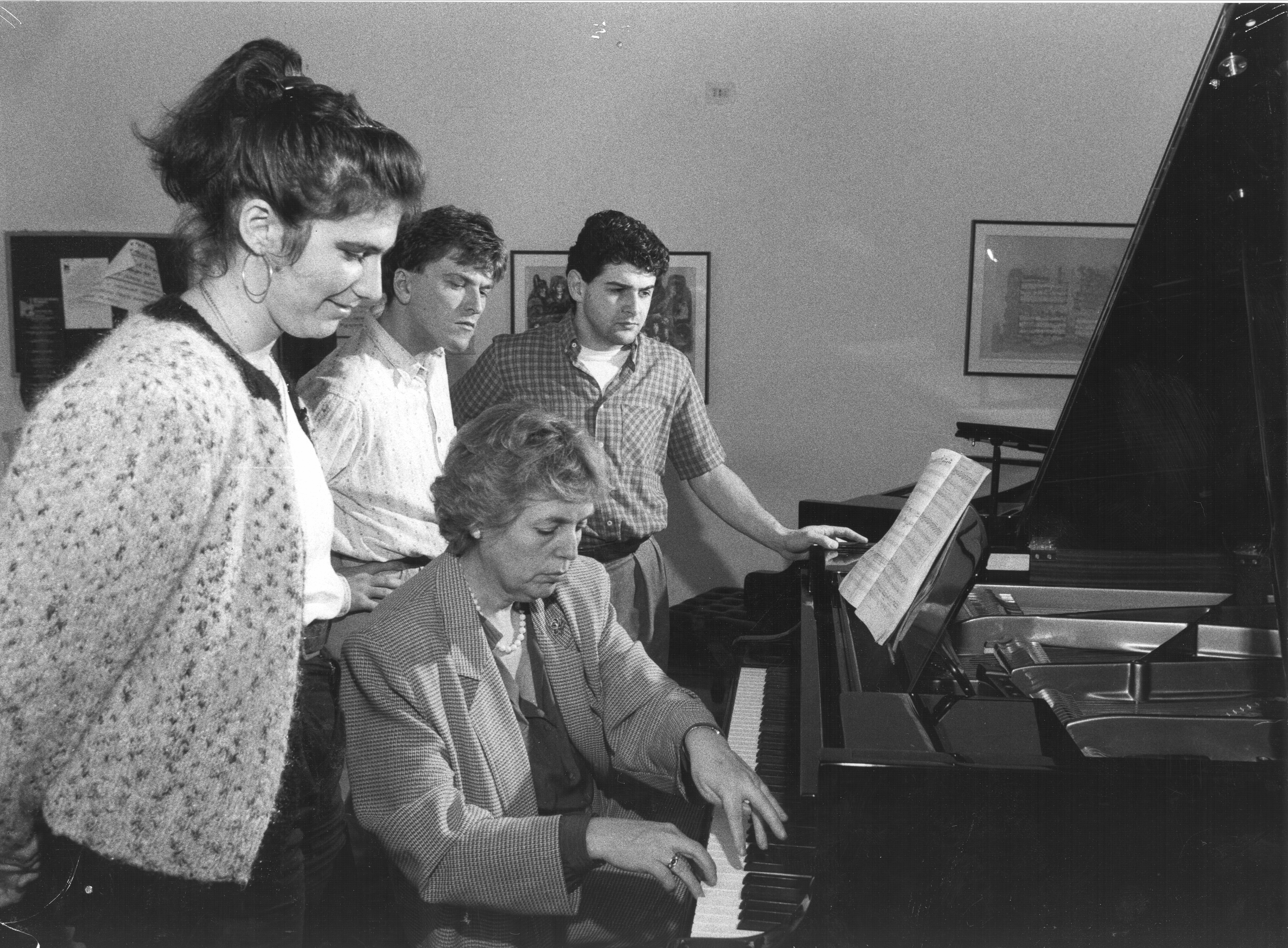
Maria Tipo alla Scuola di Musica di Fiesole.

A fianco all'attività didattica come insegnante (ricordiamo, tra gli allievi, Massimiliano Genot, Andrea Lucchesini, Pietro De Maria, Nelson Goerner, Fabio Bidini, Ricardo Castro, Filippo Gamba, Alessandro Marangoni, Angelo Arciglione, Giovanni Nesi e Alessandra Ammara) in numerosi conservatori e accademie musicali in Italia e all'estero, Maria Tipo si è dedicata anche alla musica da camera con Uto Ughi, Salvatore Accardo, il Quartetto Amadeus e il Quartetto di Fiesole. 
Maria Tipo ha fatto parte della giuria del Concorso pianistico di Santander Paloma O'Shea nel 1984.
Maria Tipo si è spenta a Firenze, città dove viveva da anni, nel 2025.

## Vita privata
Sposò prima il chitarrista Àlvaro Company, poi il pianista Alessandro Specchi. Era madre della violinista Alina Company.